# M 11/39
El Carro Armato M 11/39 fou el primer tanc mitjà del Regne d'Itàlia. A l'inici de la Segona Guerra Mundial la majoria de les forces blindades italianes estaven equipades amb tanquetes i tancs lleugers, com l'L 3/35. Aquests models demostrarien haver esdevingut obsolets durant els primers enfrontaments i l'M 11/39 serviria de base per la fabricació dels següents tancs mitjans.
L'M 11/39 va ser dissenyat durant el període d'entreguerres, basat en el Vickers 6-Ton britànic, i va entrar en servei l'any 1939. Tot i tenir un armament poc convencional, amb dues metralladores a la torreta i un canó a la casamata, estava raonablement ben armat i tenia un bon blindatge. El seu principal defecte era la fiabilitat, a causa de l'excés de pes per un motor de només 105 CV.
Se'n fabricarien cent unitats, que servirien a dos batallons de la divisió blindada Ariete o a l'Àfrica Oriental Italiana. A principis de 1941 el Regio Esercito va perdre la majoria de M 11/39, destruïts o capturats en enfrontaments contra la 6ena divisió australiana. El 1940 entraria en servei el seu successor, l'M 13/40, que tot i retenir moltes peces iguals, ja incloïa un canó a la torreta.

## Desenvolupament
La doctrina italiana del període d'entreguerres estava centrada en preparar-se per una guerra als Alps. Això va fer que els primers tancs italians tinguessin fortes restriccions: petites dimensions i pes (per poder passar pels ponts), habilitats camp a través, autonomia limitada, capacitat de ser transportats per camions... Aquests requeriments van potenciar la fabricació en massa de tancs lleugers i tanquetes com el Fiat 3000 o l'L 3/35, que serien la columna vertebral de les forces blindades italianes l'any 1940.
Tot i això, a principis de la dècada dels 30, Itàlia va començar el desenvolupament d'un tanc mitjà. Després de comprar un Vickers-Armstrong 6-ton al Regne Unit, considerat aleshores el país amb els blindats més moderns, Ansaldo va iniciar el disseny d'un model de 9 tones armat amb un canó de 65 mm a la casamata. El primer prototip es va acabar el 1932 i s'aniria modificant fins a l'any 1937, quan seria descartat tot i la incorporació de millores a la suspensió i al motor, amb l'ús d'un motor dièsel (que es faria servir a tots els tancs mitjans italians fins al 1942).
Aquest coneixement s'aprofitaria en el disseny d'un model de 10 tones que es va començar el 1936. Les especificacions incloïen una tripulació de tres soldats, amb blindatge capaç de protegir de bales perforants o resquills de granades, una velocitat màxima de 32 km/h en carretera i de 12 km/h camp a través. Les especificacions indiquen que els oficials italians encara tenien com a prioritat l'escenari alpí. El prototip es va acabar el maig de 1938, amb un lleuger increment de pes fins a les 11 tones, quan Itàlia ja havia començat a crear les seves brigate corazzate (brigades cuirassades) únicament amb tanquetes i tancs lleugers. En aquella època l'ús de canons als tancs simplement es preveia i va ser el 10 de maig de 1938 quan es va reclamar amb l'emissió d'un memoràndum demanant que les noves divisions blindades incorporessin 3 batallons de tancs mitjans i 1 batalló de tancs pesants, que a causa de la seva mancança serien reemplaçats temporalment per més tancs mitjans.

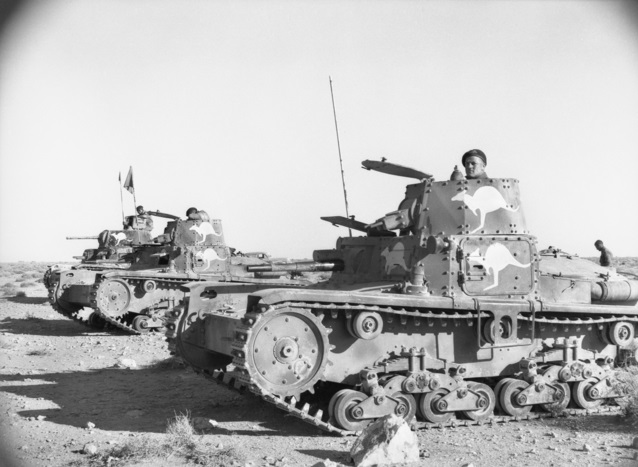
Dos tancs Fiat M 11/39, en primer pla, i un Fiat M 13/40, a l'esquerra. Aquests models van ser capturats pel Cos d'exèrcit d'Austràlia i Nova Zelanda, durant la Campanya del Nord d'Àfrica i la 6ena Divisió de Cavalleria els faria servir durant el setge de Tobruk.

El desembre de 1938, el Regio Esercito va encomanar 50 unitats del nou tanc M 11/39 pel novembre de 1939. Una segona comanda de 400 tancs, depenia del rendiment que demostressin els M 11/39. Quan el setembre de 1939 va esclatar la Segona Guerra Mundial, l'exèrcit italià va fer una comanda de 400 tancs mitjans i 1.200 tancs lleugers. Al final només s'entregaria una sola comanda de 100 unitats i Itàlia va entrar a la guerra el juny de 1940 amb una força blindada molt semblant a la de 1936-1937, ja que els retards en el desenvolupament de nous blindats i la limitada capacitat productiva no van permetre complir les expectatives de l'exèrcit.

## Característiques
El blindatge de l'M 11/39 estava fet de làmines d'acer amb un angle mínim, reblonat o caragolat, ja que la indústria italiana no disposava del personal i el material per soldar, que era rarament emprat. El canó estava muntat a la part dreta del frontal de la casamata, al frontal esquerra hi havia la posició del conductor i al darrere, separat per una mampara, hi havia el motor, que accionava la roda davantera amb un llarg eix de transmissió. La torreta estava situada just al darrere del conductor i estava equipada amb dues metralladores. El blindatge feia 30 mm de gruix al frontal i a la torreta, 15 mm als laterals, 8 mm al darrere i 6 mm al sostre i al sota del buc. Les escotilles estaven situades a sobre la torreta, a sobre del canó i al lateral esquerra. A la torreta i al motor hi havia preses d'aire i al buc hi havia espitlleres per disparar les armes personals.
L'armament principal era un canó de 37 mm Vickers-Terni L 40, muntat a la casamata amb un angle de gir de 15º a cada banda horitzontalment i des de -8º fins a 12º verticalment. L'armament secundari eren un parell de metralladores bessones Breda M38 de 8 mm ubicades a la torreta giratòria, amb suspensió de Cardan i un periscopi telescòpic per apuntar millor. Teòricament la torreta s'encarregava d'atacar la infanteria i altres amenaces no blindades mentre que el canó del buc s'ocupava d'objectius més pesants. A la pràctica això de vegades era complicat i als models posteriors el canó es muntaria a la torreta.

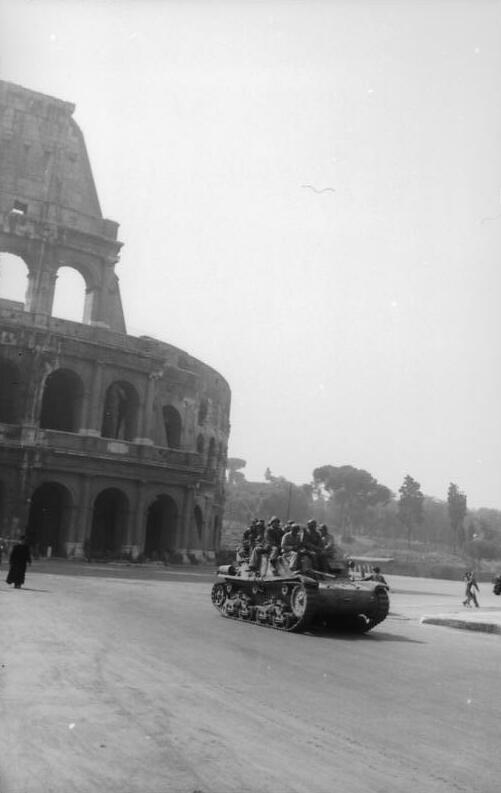
Paracaigudistes alemanys, fallschirmjäger, a sobre d'un Carro Armato M 11/39 passant per davant del Coliseu de Roma l'any 1944.

El vehicle estava propulsat per un motor dièsel FIAT SPA 8T, de vuit cilindres i 12 litres, amb una potència neta màxima de 105 cavalls de vapor britànics. Estava alimentat per un dipòsit de combustible principal de 145 litres més un de reserva de 45. El motor estava acoblat a una caixa de canvis amb quatre marxes reductores i la potència es transmetia a la roda frontal amb un llarg eix de transmissió. Cada eruga estava formada per una roda motriu frontal, una roda tensora al darrere, tres corrons de retorn i vuit rodes de rodament (agrupades en parelles per bogis, amb els bogis connectats a una suspensió de ballesta). En total hi havia 84 baules, a l'eruga, que feien 260 mm d'ample. Aquest conjunt permetia que el Carro Armato M 11/39 avancés per carretera a una velocitat de 34 km/h amb una autonomia de 210 km, o a camp a través a una velocitat de 15 km/h amb una autonomia de 120 km (o deu hores). El blindat era força maniobrable, ja que s'havia dissenyat per combatre a muntanya, i podia creuar trinxeres de 2 metres, obstacles verticals de 80 cm i podia avançar per pendents de fins a 45°. En termes de fiabilitat les erugues i la transmissió eren fiables, per contra, el motor anava sobrecarregat i tendia a avariar-se.

## En combat
Com a primer tanc mitjà italià, el Carro Armato M 11/39 suposava una millora substancial respecte a les tanquetes del Regio Esercito. La primera companyia equipada amb M 11/39s duria terme exercicis l'agost de 1939 i el maig de 1940 s'enquadrarien a dos batallons, 72 unitats, de la divisió Ariete enviats a Líbia. La resta d'unitats, 24 tancs, es van enviar a Somaliland. Els quatre models restants eren prototips que es van mantenir a Itàlia.
Durant la Campanya del Nord d'Àfrica aviat apareixerien importants defectes de disseny. El canó estava pobrament posicionat i el blindatge, dissenyat per resistir impactes de projectils de fins a 20 mm, era fàcilment penetrat pels canons britànics QF 2-poounder de 40 mm. La velocitat era adequada en terrenys plans, però tenia limitacions de parell a causa de l'ús de dièsel. Sovint el motors també fallaven per una pobra ventilació al desert. Tot i això, en combat va demostrar ser superior als tancs lleugers Vickers i a les diferents autometralladores britàniques.

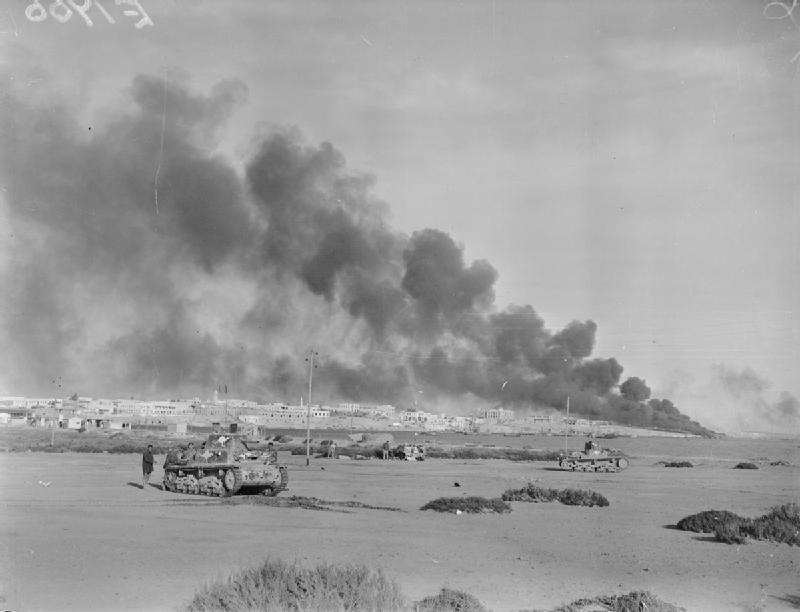
Un M13/40, a l'esquerra, i un M 11/39, a la dreta, capturats per forces australianes i defensant Tobruk el 24 de gener de 1941.

El setembre de 1940, tots els tancs M 11/39 al Nord d'Àfrica van participar en l'atac contra Egipte. Durant la campanya van patir fortes baixes i van haver de passar a la defensiva durant la contraofensiva britànica, l'Operació Compass. Des de posicions fixes, la manca de torreta amb canó no els feia gaire adequats i també van patir nombroses baixes. Durant el setge de Tobruk, l'abril de 1941, la 6ena divisió australiana va aconseguir capturar o recuperar una dotzena de M 11/39 i M 13/40. Els australians els farien servir fins a quedar-se sense dièsel, aleshores els van emplaçar en posicions defensives o els van destruir per prevenir que els recapturessin.
A l'Àfrica Oriental Italiana participarien en la conquesta italiana de Somaliland l'agost de 1940. Posteriorment també participarien en la defensa d'Eritrea. Les unitats supervivents van ser destruïdes pels tancs Matilda britànics a la batalla de Keren el gener de 1941.